# Eagle-Eye Cherry
Eagle-Eye Lanoo Cherry (født i Stockholm 7. maj 1968) er en svensk/amerikansk sanger/sangskriver. Han er kendt for mange sange, dog mest verdenshittet Save Tonight.

## Karriere
Da han boede i Sverige spillede han teater i sin hjemby Farstorp/Tårgarp i Skåne. Dengang dyrkede han også orienteringssport i Bjarnum sammen med sine venner, bl.a. skuespilleren Shanti Roney. Det siges at den kendte eliteorienteringsløber og militære verdensmester Åke Jönsson som kom fra Farstorp, gjorde startskuddet for lidt reklame på hans skole og indbød til et nybegynderkursus – et kursus som Eagle-Eye m.fl. valgte at deltage i. Eagle-Eye var i denne klub indtil 1981, da familien flyttede fra byen – og det siges, at Eagle-Eye vandt et orienteringsløb dette år. Eagle-Eye var i denne periode også vegetar.
Da han var 13-14 år, flyttede han til New York, hvor han kom ind på School Of The Performing Arts på Manhattan, samme skole som Jennifer Aniston – og det siges at netop Jennifer Aniston har datet med et medlem fra "hans" tidligere band. Her var han med i en del film og reklamer, som bl.a. for Clearasil og i en storfilm som Født d. 4. juli med Tom Cruise i hovedrollen. Han boede dengang i det latinamerikanske kvarter i New York. Han var allerede på det tidspunkt aktiv i musiklivet som trommeslager i et band kaldet "Third Rail", et "King Crimson"-agtigt band. Han var også med i forskellige serier bl.a. The Cosby Show. Efter hans gennembrud besøgte han bl.a. Jay Leno og David Letterman. Han har desuden medvirket i musikdokumentaren The Soul of a Man instrueret af Wim Wenders 2003. 
Efter hans fars død i 1995 i Alhaurín el Grande, Málaga, Spanien rejste han tilbage til Stockholm, hvor han havde en lejlighed på Södermalm. Han fik en kontrakt med et lille pladeselskab, hvor han regnede med, at hvis albummet ikke blev det store hit, kunne han danne en akustisk trio, bl.a. med guitaristen Mattias Torell. Hans første album som var dedikeret til hans far, hedder Desireless.
Save Tonight, som han skrev en eftermiddag, blev først et kæmpehit i Skandinavien og blev bl.a. i 1998 årets sang i Sverige og vandt en MTV Award. Derefter blev det et kæmpehit verden over. Det var et lavbudget album, og musikvideoen til Save Tonight, som blev optaget på Skåne Gatan i Stockholm, blev også lavbudgetteret, da den kun havde få klipninger og Eagle-Eye spillede selv de fleste roller. Han kom så i kontakt med Rick Rubin, en respekteret producer og manager, som stod for hans næste album. Hans gamle pladeselskab, Super-Studio Blå, lukkede, derfra gik turen til London. Rick-Rubin stod for produktionen af Living In The Present Future fra 2000. Der blev også lavet en amerikansk version under navnet Present/Future. Det var en lettere mixet udgave, som bl.a. inkluderede en sang, som han lavede i samarbejde med Carlos Santana, "Wishing It Was". Carlos havde ringet til hans hjem i Stockholm og spurgt om han ville skrive en sang. Eagle-Eye blev meget overrasket, da Carlos mente det var noget han skyldte til ære for Don Cherry, som han tidligere havde samarbejdet med. 
Han har bl.a. også samarbejdet med sin søster Neneh Cherry og Titiyo. Christopher Watkins (Preacher Boy) er også med i en masse co-operation. Han har også sunget svensk sammen med The Weeping Willows og Balsam i en hyldestsang til Hammarby IF, som er hans favoritfodboldhold.
Eagle-Eye Cherry gør sig også bemærket i en svensk film, af Anette Winblad von Walter kaldet Att göra en pudel hvis genre berører komedie/romantik. Eagle-Eye spiller en hjemmehjælper med navnet "Samir".
I 2005 medvirkede både Eagle-Eye og Neneh Cherry + venner på et mindealbum for Don Cherry, See You in a Minute – sammen med Berger Knutsson Spering trio, hvor de spillede nogle af Don Cherrys numre.
I 2007, udgav Eagle-Eye Cherry et Live album Live And Kicking. Han har sammen med Hanne Boel arbejdet med en duet over sangen "Talk it Out", skrevet af Thomas Helmig. Han deltog i DR's store Juleshow i 2008, som foregik i Aalborg Kultur og Kongrescenter. Han har i forbindelse med filmen Over Her Dead Body fra 2008 lavet en cover-version af "I Can See Clearly Now", originalt skrevet af Johnny Nash. I 2009 medvirkede han i en duo med den franske musiker Gérald De Palmas. I januar 2010 var han i Brasilien, hvor han dels spillede et par numre for Brasiliens Big Brother og dels spillede nogle koncerter, blandt andet med Maria Gadú, som duetterede på en af Eagle-Eye's nye numre, Alone. Efter en pauseperiode, udgives hans 4. studiealbum, Can't Get Enough den 5. oktober 2012.

## Søskende
- Neneh Cherry (Musiker)
- Christian Jon Cherry (Lærer/Skuespiller)
- David Ornette Cherry (Musiker)
- Jan Cherry (Violinist)

## Diskografi
- Desireless (1998)
- Living in the Present Future (2000)
- Sub Rosa (2003)
- Can't Get Enough (2012)

## Specialudgivelser
- Present/Future (2001)
- Live and Kicking (2007)

## Specialnumre
- No Parade (Findes på Present/Future)
- Mama Said Knock You Out (Et cover fra et nummer af LL Cool J. Findes på Permanent Tears Single)
- Heaven (Dedikeret til faderen, Don Cherry)
- You're On My Mind, You're In My Heart (Duet med Jaya Deva)
- One Lonely Here (Findes på Skull Tattoo Single)
- Free (Som ovenfor beskrevet)

## Filmografi
- Att Göra En Pudel (2006) – Samir
- South Beach (1993) TV Serie – Vernon
- The Hit Man (1991/II) (TV) – Billy
- The Doors (1991) – Roadie
- Born on the Fourth of July (1989) – Vet #1
- Runaway (1989/I) (TV)
- Big World Cafe (1989) TV Serie
- Arthur 2: On the Rocks (1988) – Teenager

## Endvidere medvirket i
- DR's Store Juleshow {2008} – Gæst/Musiker
- Swedish "Grammis Galan" {2006} – Vært
- Livingroom (Eneste svenske program der foregår på engelsk) {2005} – Gæst
- The Soul of a Man (2003) – Musiker
- Where Music Meets Film: Live from Sundance (1999) – Musiker